# Feel So Moon
「Feel So Moon」（フィール ソー ムーン）は、UNICORNの14枚目のシングル。2012年6月22日にキューンミュージックから発売された。

## 解説
2012年第1弾シングル。今回は同年4月から放送開始されたテレビアニメ『宇宙兄弟』の主題歌として、原作者小山宙哉たっての希望により製作が決定する。ユニコーンとしては初のアニメタイアップとなる。
- コミックサイズによる完全生産限定盤（通常版という形態が存在しない）となっており、レコーディング風景を収録したDVD、小山宙哉氏による宇宙服を着たメンバーを描いたイラストジャケット、連載中である宇宙兄弟にユニコーンを登場させたマンガ「Uc兄弟」の書き下ろし等を収録した仕様となっている。
- 前々作の「裸の太陽」同様、この楽曲によるメディアでのパフォーマンス出演は全く行われてこなかったが、2016年に入るとアンコールで演奏されることも多々ある。
- 今回のリリースは近年の新譜発売日の主流である水曜日でなく、金曜日になっている。同日発売されたコミックス「宇宙兄弟」最新18巻との連動企画のため。
- リリース翌月に公開されたビデオクリップには、CDと同時リリースされた『宇宙兄弟』18巻、ムック本『We're宇宙兄弟 アニメSPECIAL』の3つのアイテムを駆使した宇宙兄弟との完全コラボされた映像作品となっている。

## 収録曲
（作詞：奥田民生、作曲：阿部義晴、Vocal:奥田民生）
1. Feel So Moon [4:45]
2. Feel So Moon 〜想像してGo Round Glasses〜 (MARU MEGA MIX) [7:39]
3. Feel So Moon (Instrumental)

全編曲：UNICORN

### 初回特典DVD
MOVIE24「MOVIE24 最後の一口 〜Feel So Moonレコーディングドキュメント〜」
2012初頭に行われた同楽曲のレコーディングの模様を収録。
「最後の一口」とは、レコーディングが行われた市ヶ谷にある一口坂スタジオが1月末で営業を終了したことを指している。

## その他
今回、書籍サイズでリリースした理由のひとつとして、阿部がかつて個人名義でリリースするCDを書籍コーナーに置きたいと考え試行錯誤したが、最終的にシステムの関係で断念したことがあるためである。今回晴れてユニコーン名義として書籍サイズでのリリースは叶ったものの、書店に置くことはできなかった。